# Enns (miasto)
Enns – miasto w Austrii, w północnej części kraju związkowego Górna Austria, w powiecie Linz-Land. Według Austriackiego Urzędu Statystycznego liczyło 11 628 mieszkańców (1 stycznia 2015).

## Współpraca
Miejscowości partnerskie:
- Dingolfing, Niemcy
- Ennsdorf, Dolna Austria
- Zeltweg, Styria